# Claude François Xavier Chauvier
Claude François Xavier Chauvier, né le 10 mars 1748 à Lure (Haute-Saône) et mort le 26 février 1814 à Lure, est un médecin et un homme politique français.

## Biographie
Médecin à Lure et président du département de la Haute-Saône, il en est élu député, le quatrième sur sept, en septembre 1792 à la Convention nationale. Il siège parmi les élus de la Plaine. Au procès de Louis XVI, il vote la détention durant la guerre puis le bannissement à la paix mais rejette l'appel au peuple et le sursis. Il vote en faveur de la mise en accusation de Marat et en faveur du rétablissement de la Commission des Douze. Il est envoyé en mission dans les départements de la Corrèze et de la Dordogne par décret le 17 nivôse an III (6 janvier 1795). Il est réélu député de son département au Conseil des Cinq-Cents. 

## Sources
- « Claude François Xavier Chauvier », dans Adolphe Robert et Gaston Cougny, Dictionnaire des parlementaires français, Edgar Bourloton, 1889-1891 [détail de l’édition]